# Aleuroclava bifurcata
Aleuroclava bifurcata là một loài côn trùng cánh nửa trong họ Aleyrodidae, phân họ Aleyrodinae.
Aleuroclava bifurcata được Corbett miêu tả khoa học đầu tiên năm 1933.